# Карпенко, Александр Николаевич (писатель)
Алекса́ндр Никола́евич Карпе́нко (род. 13 октября 1961, Черкассы) — русский поэт и прозаик, композитор, исполнитель песен, переводчик, телеведущий. Участник Афганской войны.

## Биография

### Ранние годы
Сын фронтовика. Закончил спецшколу с преподаванием ряда предметов на английском языке, музыкальную школу по классу фортепиано. Сочинять стихи и песни Александр начал, ещё будучи школьником. Вначале это были переделки известных песен — часто Владимира Высоцкого — с новым текстом, обычно о спорте. Александр к этому занятию поначалу всерьёз не относился, но по мере взросления у него стали появляться и более продуманные, уже полностью самостоятельные вещи, а к девятнадцати годам он даже написал целую поэму о Сирано де Бержераке.
В 1980 году поступил на годичные курсы в Военный институт иностранных языков, изучал язык дари. По окончании курсов получил распределение в Афганистан военным переводчиком.

### Афганистан
Начал работать военным переводчиком (на местном наречии тарджоманом) в Кабуле с августа 1981 года. Был определён в десантную группу правительственных войск. Должен был передвигаться вместе с группой, хотя участие в боевых операциях для переводчика не предполагалось. В Афганистане был большой выбор книг на русском языке, и Карпенко много читал, как поэзию (Валерий Брюсов), так и прозу (Сомерсет Моэм). Продолжал и сочинение собственных стихов. Уже на второй день пребывания в Кабуле он написал стихотворение «Машина времени», под которой подразумевал самолёт DC-10, доставивший его в мир войны: «Я взлетел в родном, двадцатом веке / Грохнулся в четырнадцатый век!»
6 ноября[уточнить] бронетранспортёр, в котором Карпенко ехал с группой сопровождения в колонне с продовольствием, подорвался на мине в 50 километрах от Кабула:

Мы шли в колонне четвёртой машиной. В тот день я был невыспавшимся, сидел, кемарил, потом всё исчезло… Мне крупно повезло. Во-первых, сидел достаточно близко от люка, сразу за командирским сиденьем, над которым — люк. БТР — вообще сложная машина, там много люков, но, если ты от него далеко… Меня всё же вытащили… А тех двоих, которые сидели за мной, дальше от люка, — не вытащили, там сплошной огонь был, невозможно было вытащить. Вначале, отчего все, кто был в машине, потеряли сознание, — сильный удар снизу, сам взрыв мины, а потом стала гореть солярка, рваться боекомплект… Уже потом, при операции на лёгких, оттуда вытащили много гари, всё это попало в лёгкие. Но меня всё же вытащили оттуда и (снова везенье!) бросили в горящей одежде в жижу рисового поля, потом завязалась перестрелка. На мне горела одежда, ботинки сгорели совсем, штаны, волосы. Лицо? Там огонь сильный был, видимо, когда боезапас стал рваться…
— Александр Карпенко
Кроме сильнейших ожогов и контузии, у Карпенко были перебиты в нескольких местах обе ноги, но он выжил, проведя в военных госпиталях три года, после чего в 1984 году демобилизовался по состоянию здоровья в звании старшего лейтенанта. Был награждён орденом Красной Звезды, афганским орденом Звезды 3-й степени, медалями, почётными знаками. Впоследствии был награждён за воинскую доблесть орденом «За заслуги» (РСВА, 2016), а также орденом Святителя Николая Чудотворца (2017). Первыми обратили внимание на литературный талант Карпенко литконсультант СП СССР Даниил Чкония и актёр Валентин Гафт, который поразил молодого поэта тем, что выучил его стихи наизусть. Поэт Юрий Беличенко, который работал тогда в «Красной Звезде», посоветовал Карпенко поступать в Литинститут.

### После демобилизации
После демобилизации, в 1984 году, Карпенко поступил в московский Литературный институт имени А. М. Горького, тогда же начал публиковаться в толстых[уточнить] журналах. Институт окончил в 1989-м, в этом же году вышел первый поэтический сборник «Разговоры со смертью». Сборник был выдвинут издательством «Молодая гвардия» на соискание премии Ленинского комсомола в области литературы и искусства, однако премию не получил. Затем последовали книги «Солнце в осколках» (1990); «Третья сторона медали» (1991); «Атлантида в небе» (1997); «Откровения одиночества» (2000); «Священник слова» (2005).
В 1991 году фирмой «Мелодия» был выпущен диск-гигант стихов Александра Карпенко, также им были записаны три магнитоальбома песен — «Ждать и жить», «Саламандры не горят в огне» и «Две Правды».
Первым его соавтором был композитор Владимир Мигуля.
Александр Карпенко снялся в нескольких художественных и документальных фильмах, неоднократно участвовал в передачах на телевидении. Постоянный участник фестивалей солдатской песни, гастролировал с концертами по России и Америке. Работает в самых разных литературных и песенных жанрах, сотрудничает с исполнителями песен на свои стихи, в частности с певицей Ириной Шведовой. Был женат на певице Ольге Серебряной, также исполнявшей песни на его стихи. Жена Карпенко — художник Елена Краснощёкова. Трое детей: Софья (1991 г.р.), Святослав (1992 г.р.) и Полина (1996 г.р.).

## Награды
- Орден Красной Звезды
- Орден «Звезда» 3 степени (Афганистан)
- Орден «За заслуги» (РСВА, 2016)
- Медаль «15 лет вывода советских войск из Демократической Республики Афганистан»
- Орден Святителя Николая Чудотворца
- Нагрудный знак «Воину-интернационалисту»
- Медаль «Воину-интернационалисту от благодарного афганского народа» (Афганистан)

### Литературные премии и награды
- Лауреат литературной премии Константина Кедрова  Президентского фонда культурных инициатив (2024)[3]
- Лауреат литературной премии журнал «Зинзивер» (2012, 2013, 2015 и 2017 годы)
- Лауреат литературной премии журнал «Дети Ра» (2014 и 2015 годы)
- Лауреат литературной премии журнала «Нева» (2018 год)
- Серебряная медаль Евразийского литературного фестиваля фестивалей «ЛиФФт» (2016 год)
- Международная премия Н. А. Островского (2016)

## Дискография
1. Ждать и жить
2. Саламандры не горят в огне
3. Две Правды (музыка Андрея Кириллова)
4. Очищение огнём

## Песни
- Валерий Бурков «Поговори со мной, трава» (Александр Карпенко) Архивная копия от 30 января 2020 на Wayback Machine
- Ирина Шведова «Адриенна Лекуврер» (Александр Карпенко) Архивная копия от 13 февраля 2022 на Wayback Machine

## Критика
- Владимир Коркунов Рецензия на книгу Александра Карпенко «Сквозь пространство» (статья написана под псевдонимом Евгений Мелешин). Литературные известия № 06 (122), 2015 Архивная копия от 13 февраля 2022 на Wayback Machine
- Станислав Айдинян «Их повенчали купола…» Рецензия на книгу Александра Карпенко «Сквозь пространство» Архивная копия от 7 мая 2021 на Wayback Machine
- Эльдар Ахадов «Ветер ран». Эльдар Ахадов об одноимённой книге Александра Карпенко Архивная копия от 27 марта 2020 на Wayback Machine
- Елена Севрюгина «Игра на неверояле». Рецензия на книгу Александра Карпенко «Ветер ран»